# Федоренко Федір Трохимович
Федоренко Федір Трохимович (7 лютого 1914 року, місто Зіньків Полтавської губернії — ?) — Герой Соціалістичної Праці (1972), новатор сільськогосподарського виробництва.
У 1932—1941 роках — тракторист, шофер заводу ім. Фрунзе в місті Костянтинівка Донецької області. Учасник Другої світової війни. У 1946—1959 роках — бригадир підсобного господарства того ж заводу. У 1959—1974 роках — завідувач городньої дільниці, бригадир овочівників радгоспу «Берестовий» ім. 50-річчя Великого Жовтня Костянтинівського району Донецької області. Тривалий час був єдиним Героєм Соціалістичної Праці у Костянтинівці.

## Нагороди
- Ордени Леніна (1958, 1972),
- Орден Червоної Зірки,
- Орден «Знак пошани»,
- Орден «Трудового Червоного Прапора»,
- Медаль «За відвагу»,
- Медаль «За оборону Москви»,
- Медаль «За взяття Кенігсберга»,
- Державна премія УРСР (1975).